# Henan Nuzi Paiqiu Dui 2012-2013
Questa voce raccoglie le informazioni riguardanti lo Henan Nuzi Paiqiu Dui nelle competizioni ufficiali della stagione 2012-2013.

## Organigramma societario
Area tecnica
- Allenatore: Li Bin

## Rosa
| N° | Nome           | Ruolo | Data di nascita  | Nazionalità sportiva |
| -- | -------------- | ----- | ---------------- | -------------------- |
| 1  | Hu Dandan      | P     | 3 gennaio 1994   | Cina                 |
| 2  | Wang Qian      | S/O   | 6 gennaio 1986   | Cina                 |
| 3  | Sun Qiongge    | S     | 16 ottobre 1993  | Cina                 |
| 4  | He Ruobing     | C     | 4 settembre 1993 | Cina                 |
| 5  | Chen Xue       | L     | 18 marzo 1991    | Cina                 |
| 6  | Zhang Yang     | C     | 4 gennaio 1982   | Cina                 |
| 7  | Zhao Jing      | C     | 4 ottobre 1982   | Cina                 |
| 8  | Yang Shuang    | S/O   | 24 maggio 1985   | Cina                 |
| 9  | Zhang Qian     | P     | 17 novembre 1992 | Cina                 |
| 10 | Huo Xuan       | C     | 27 gennaio 1988  | Cina                 |
| 11 | Wang Lei       | L     | 6 marzo 1989     | Cina                 |
| 12 | Fan Xiangchen  | S/O   | 8 luglio 1993    | Cina                 |
| 13 | Yang Jing      | P     | 8 ottobre 1982   | Cina                 |
| 14 | Zhang Ying     | S     | 6 dicembre 1990  | Cina                 |
| 15 | Wang Ting      | C     | 9 novembre 1984  | Cina                 |
| 16 | Zhang Li       | P     | 4 novembre 1991  | Cina                 |
| 17 | Zhang Tingting | S     | 29 luglio 1991   | Cina                 |
| 18 | Zhang Cheng    | C     | 8 aprile 1990    | Cina                 |